# Disparar a una poma que hi ha damunt el cap d'un xiquet

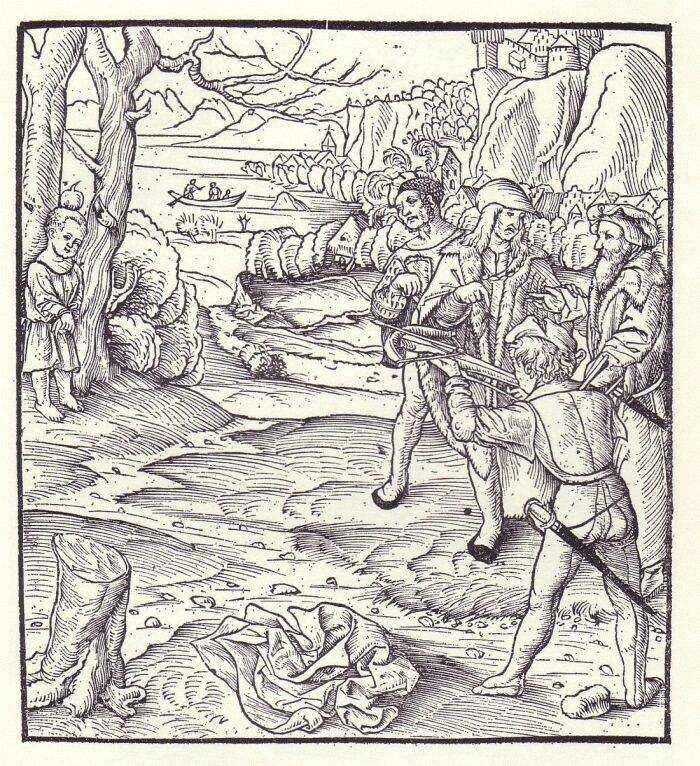
La poma disparada de Guillem Tell tal es mostra a l'obra de Sebastian Münster Cosmographia (edició del 1554).

Disparar a una poma que hi ha damunt el cap d'un xiquet, també conegut en alemany com a Apfelschuss) és una proesa de punteria amb un arc o ballesta que ocorre com a motiu a un nombre de llegendes al folklore germànic (i ha estat connectada amb el folklore extraeuropeu). A la classificació Aarne-Thompson és F661.3, descrit com a «hàbil persona amb punteria dispara a una poma que hi ha damunt el cap d'un home» o «disparar contra una poma que hi ha damunt el cap d'un home», encara que sempre ocorre que el tirador rep l'ordre de disparar contra una poma (o ocasionalment un altre objecte més petit) que hi ha damunt del cap del seu fill propi. El cas més conegut és la proesa de Guillem Tell.